# Anne Claude de Lugat
Anne Claude de Lugat est un homme politique français né le 17 février 1769 à Agen (Lot-et-Garonne) et mort le 30 janvier 1854 à Agen.
Propriétaire, maire d'Agen et conseiller général, il est député de Lot-et-Garonne de 1827 à 1830, siégeant avec les royalistes indépendants.

## Sources
« Anne Claude de Lugat », dans Adolphe Robert et Gaston Cougny, Dictionnaire des parlementaires français, Edgar Bourloton, 1889-1891 [détail de l’édition]